# 金炫雨
金炫雨（韓語：김현우，發音：[kim.ɦjʌn.u]，1988年11月6日—）生于江原道原州市，是一名韩国男子摔跤运动员。在2012年夏季奥林匹克运动会上，金在66公斤级古典式摔跤决赛上获得金牌。

## 生平
金在9岁时开始练习柔道。然而他在2001年将他的项目换成摔跤。
金在2006年世界青年摔跤锦标赛上获得银牌后获得国际关注。金于2010年获得亚洲摔跤锦标赛金牌后成为韩国成年国家队成员。
在2011年世界摔跤锦标赛上，金获得铜牌以及主要赛事的第一枚奖牌。在四分之一决赛中，他击败2008年奥运会银牌得主阿塞拜疆的维塔利·拉希莫夫。2011年12月，金在伦敦奥运测试赛男子66公斤级古典式上获得金牌。
在2012年奥运会，金在半决赛击败卫冕奥运冠军法国的斯蒂夫·盖诺。在决赛中，金击败匈牙利的勒林茨·陶马什为韩国带来第一枚伦敦奥运会摔跤金牌。
在2016年奥运会，金在75公斤级16强赛中被俄罗斯的Roman Vlasov击败。他之后在复活赛期间击败中国的杨斌和克罗地亚的Božo Starčević赢得铜牌。他是闭幕式期间韩国队的旗手。